# 999 Zachia

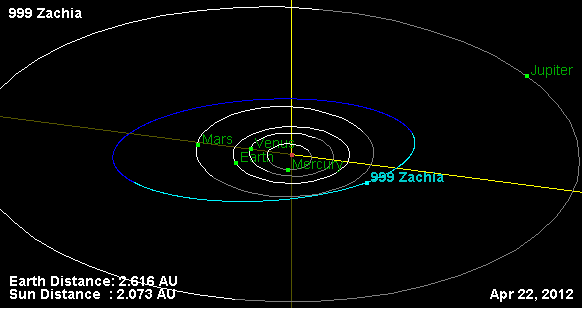
Quỹ đạo của 999 Zachia và vị trí của nó lúc 22/4/2012

999 Zachia là một tiểu hành tinh vành đai chính được đặt theo tên nhà thiên văn học người Úc Franz Xaver von Zach.